# Sibirci
Sibirci (en llatí Sibyrtius, en grec antic Σιβύρτιος) va ser un militar macedoni al servei del rei Alexandre el Gran.
Quan Alexandre va retornar de l'Índia, el va nomenar governador de la satrapia de Carmània, l'any 326 aC, govern que després va bescanviar pel d'Aracòsia i Gedròsia on va substituir a Toes (Thoas) que havia mort, segons diuen Flavi Arrià i Quint Curci Ruf.
L'any 323 aC, mort Alexandre, va conservar el govern de les seves províncies, càrrec que li va ser confirmat a la partició de Triparadisos el 321 aC, segons l'historiador Justí, Diodor de Sicília i Flavi Arrià, en un fragment conservat per Foci. En les lluites que van seguir, va donar suport a Peucestes contra Pitó i Seleuc, i després va acompanyar a Peucestes per unir-se amb Èumenes de Càrdia a la Susiana l'any 317 aC, però sempre amb la seva lleialtat per Peucestes abans que per Èumenes. Va donar suport a Peucestes en el complot contra Èumenes, i quan aquest se'n va assabentar es va molestar molt i el va voler portar a judici, però Sibirci es va poder escapar.
La seva fidelitat a Peucestes el va portar a una aliança amb Antígon el Borni, que poc després li va confirmar les seves satrapies i li va donar el comandament d'un selecte cos de tropes, els anomenats argiràspides, teòricament per defensar les províncies orientals dels bàrbars però en realitat perquè Antígon es volia desfer dels argiràspides, una tropa considerada massa turbulenta i desafecte.
Segons William Smith, ja no se'l menciona més, però Flavi Arrià diu que Megastenes, escriptor i ambaixador de Seleuc I Nicàtor a l'Índia després del tractat amb Chandragupta Maurya de l'any 303 aC, va viure a la casa de Sibirci, suggerint que podia haver conservat el títol de sàtrapa durant un temps llarg.